# Дурбэт-даба
Дурбэт-Даба — горный перевал, на границе России и Монголии, между Республикой Алтай и Баян-Улгийским аймаком.

## Этимология
На некоторых картах перевал называется Дурвэд-даваа, что является старым прочтением современного слова Дербет — этнического названия западных монголов. Второй корень (монг. даваа, даба — перевал. Дербэт-Даба — дербетский перевал. С монгольского языка название перевала переводится как «четыре перевала».

## Описание
Горный перевал Дурбэт-даба располагается на государственной границе России и Монголии, граница определена на седле перевала в точке с высотой 2481 метр над ур.м.
Перепад высоты перевала составляет 315 метров: на расстоянии 16 км со стороны России, 25 км — со стороны Монголии. Условной точкой подъема взята высота 2170 м над ур.м.
Перевал находится в абсолютно безлесной местности, в зоне высокогорной тундры, на хребте Сайлюгем, выступая в роли водораздела озера Дунд-Нуур и реки Ташантинка.

## Транспортная доступность
Перевал располагается на 964-м километре российской автомагистрали Р-256 «Чуйский тракт» и является её конечной точкой в седле перевала. Со стороны России дорога заасфальтирована, со стороны Монголии имеется грунтовая дорога. В 20 километрах от границы с российской стороны располагается пограничный контрольно-пропускной пункт; остановка транспортных средств на участке между границей и КПП запрещена.

## Достопримечательности
На российской стороне перевала установлен обелиск «Монумент дружбы» в ознаменование 60-летия Октябрьской революции в СССР и 56-летия Народной революции в МНР, торжественно открытый 10 июля 1977 года в ходе советско-монгольского фестиваля партийными деятелями с обеих сторон. 
Памятник представляет собой две десятиметровых серебристых стелы, устремлённых в голубое небо и соединенных кольцом — символом сотрудничества стран. На одной стеле был изображён государственный знак СССР (впоследствии заменён на герб России), на другой — Монгольской Народной Республики. В настоящее время доступ к памятнику осложнён из-за требований российской стороны по пересечению границы.